# Corine Franco
Corine Cécile Franco (5 d'octubre de 1983 a La Rochelle) és una futbolista francesa que actualment juga per l'Olympique Lyonnais de la Division 1 Féminine. Franco és la vice-capitana del club i juga en la posició de volant defensiva. En algunes ocasions ha estat utilitzada com a defensora a nivell internacional. Franco també fa part de la selecció francesa de futbol, fent la seva primera aparició en un torneig internacional a l'Eurocopa Femenina de Futbol 2009.

## Estadístiques

### Clubs
| Club                | Temporada           | Lliga | Lliga | Copa | Copa | Torneig Continental | Torneig Continental | Total | Total |
| Club                | Temporada           | Aps   | Gols  | Aps  | Gols | Aps                 | Gols                | Aps   | Gols  |
| ------------------- | ------------------- | ----- | ----- | ---- | ---- | ------------------- | ------------------- | ----- | ----- |
| ASJ Soyaux          | 2002–03             | 18    | 4     | 0    | 0    | 0                   | 0                   | 18    | 4     |
| ASJ Soyaux          | 2003–04             | 22    | 13    | 0    | 0    | 0                   | 0                   | 22    | 13    |
| ASJ Soyaux          | 2004–05             | 22    | 8     | 0    | 0    | 0                   | 0                   | 22    | 8     |
| ASJ Soyaux          | 2005–06             | 22    | 12    | 0    | 0    | 0                   | 0                   | 22    | 12    |
| ASJ Soyaux          | 2006–07             | 22    | 7     | 0    | 0    | 0                   | 0                   | 22    | 7     |
| ASJ Soyaux          | 2007–08             | 19    | 7     | 4    | 2    | 0                   | 0                   | 23    | 9     |
| ASJ Soyaux          | Total               | 125   | 51    | 4    | 2    | 0                   | 0                   | 129   | 53    |
| Lió                 | 2008–09             | 19    | 2     | 3    | 1    | 6                   | 2                   | 28    | 5     |
| Lió                 | 2009–10             | 21    | 2     | 4    | 0    | 9                   | 1                   | 34    | 3     |
| Lió                 | 2010–11             | 5     | 0     | 0    | 0    | 2                   | 0                   | 7     | 0     |
| Lió                 | 2011–12             | 16    | 2     | 4    | 1    | 8                   | 1                   | 28    | 4     |
| Lió                 | 2012–13             | 17    | 4     | 5    | 1    | 5                   | 0                   | 27    | 5     |
| Lió                 | 2013–14             | 15    | 1     | 6    | 3    | 2                   | 0                   | 23    | 4     |
| Lió                 | 2014–15             | 17    | 0     | 3    | 1    | 6                   | 1                   | 26    | 2     |
| Lió                 | 2015–16             | 11    | 3     | 3    | 1    | 4                   | 0                   | 18    | 4     |
| Lió                 | Total               | 121   | 14    | 32   | 7    | 38                  | 6                   | 181   | 27    |
| Total de la carrera | Total de la carrera | 246   | 62    | 36   | 9    | 38                  | 6                   | 310   | 78    |

### Internacional
| Selecció Nacional | Temporada | Aps | Gols |
| ----------------- | --------- | --- | ---- |
| França            | 2002–03   | 3   | 1    |
| França            | 2003–04   | 1   | 0    |
| França            | 2004–05   | 0   | 0    |
| França            | 2005–06   | 0   | 0    |
| França            | 2006–07   | 7   | 0    |
| França            | 2007–08   | 6   | 1    |
| França            | 2008–09   | 10  | 2    |
| França            | 2009–10   | 14  | 4    |
| França            | 2010–11   | 8   | 0    |
| França            | 2011–12   | 22  | 2    |
| França            | 2012–13   | 13  | 0    |
| França            | 2013–14   | 1   | 0    |
| Total             | Total     | 89  | 11   |